# Château de Saint-Maurice-Thizouaille
Le château de Saint-Maurice-Thizouaille est un château situé à Saint-Maurice-Thizouaille, dans le département de l'Yonne en région Bourgogne-Franche-Comté, en France.

## Localisation
Le château est situé dans le département de l'Yonne, sur la commune de Saint-Maurice-Thizouaille.

## Historique
L'édifice est inscrit au titre des monuments historiques en 1981.